# خوسيه أورتيغوزا
خوسيه أورتيغوزا (بالإسبانية: José Ortigoza)‏ (مواليد 1 أبريل 1987) هو لاعب كرة قدم. يلعب مع منتخب باراغواي لكرة القدم منذ عام 2010.

## مسيرته الكروية
لعب خوسيه أورتيغوزا خلال مسيرته الاحترافية مع 11 ناديًا في عشرون موسمًا وسجل خلالها 128 هدف ضمن 380 مباراة. ولم يفز بأي موسم بالكأس وفاز في ثلاثة مواسم بالدوري.
خاض خوسيه أورتيغوزا مسيرته مع نادي سول دي أميريكا في موسم 2004 ليلعب معه ستة مواسم، مشاركًا في 101 مباراة سجل خلالها 42 هدفًا. ثم انتقل إلى نادي بالميراس ما بين عامي 2009 و2010 لمدة موسم واحد، حيث شارك في 29 مباراة سجل خلالها 4 أهداف. لينتقل بعدها إلى نادي أولسان هيونداي ما بين عامي 2010 و2011 لمدة موسم واحد، مشاركًا في 25 مباراة سجل خلالها 17 هدفًا. ثم انتقل إلى نادي كروزيرو ما بين عامي 2011 و2012 لمدة موسم واحد، مشاركًا في 24 مباراة سجل خلالها هدفين. هذا وانتقل لاحقًا إلى نادي شاندونغ لونينغ ما بين عامي 2012 و2013 لمدة موسم واحد، مشاركًا في 10 مباريات سجل خلالها هدفين أيضًا. ثم انتقل بعدها إلى نادي سيرو بورتينيو ما بين عامي 2013 و2014 في المرة الأولى لمدة موسم واحد ثم في موسم 2014 ليلعب معه أربعة مواسم، مشاركًا طوالها في 111 مباراة سجل خلالها 38 هدفًا. ليعود وينتقل من جديد، لكن هذه المرة إلى نادي أطلس في موسم 2013–14 لمدة موسم واحد، مشاركًا في 12 مباراة سجل خلالها هدفين. لينتقل بعدها إلى نادي بارانا ما بين عامي 2018 و2019 لمدة موسم واحد، مشاركًا في 5 مباريات ولم يسجل أي هدف. ثم لعب في نادي غواراني ما بين عامي 2019 و2020 لمدة موسم واحد، مشاركًا في 41 مباراة سجل خلالها 14 هدفًا.

## وصلات خارجية
- خوسيه أورتيغوزا على موقع رابطة كرة القدم اليابانية للمحترفين (اليابانية)
- خوسيه أورتيغوزا على موقع دوري كوريا الجنوبية (الإنجليزية)
- خوسيه أورتيغوزا على موقع قاعدة بيانات كرة القدم.إي يو (الإنجليزية)
- خوسيه أورتيغوزا على موقع ناشيونال فوتبول تيمز (الإنجليزية)
- خوسيه أورتيغوزا على موقع Soccerway.com (الإنجليزية)
- خوسيه أورتيغوزا على موقع عالم كرة القدم.نت (الإنجليزية)
- خوسيه أورتيغوزا على موقع AS.com (الإسبانية)

- National Football Teams